# Ramón y Cajal (sèrie de televisió)
Ramón y Cajal: Historia de una voluntad va ser una sèrie espanyola de TV, dirigida per José María Forqué, estrenada per Televisió espanyola en 1982 i que recrea la vida del científic espanyol, guanyador del Premi Nobel, Santiago Ramón y Cajal. Quatre mesos després de la seva estrena en La 2 de TVE, es va reposar en La 1 de la mateixa cadena.

## Argument
La sèrie es compon de deu capítols: Un primer, de caràcter documental, amb entrevistes als descendents del científic i els nou restants de recreació dramàtica basats en la novel·la original de Santiago Lorén Esteban: Des del seu retir al carrer Alfons XII de Madrid, un octogenari Santiago Ramón y Cajal va rememorant moments de la seva vida des del seu naixement a la localitat de Petilla de Aragón fins a la concessió del Premi Nobel de Fisiologia i Medicina, el 1906, passant pel seu matrimoni amb Silveria Fañanás.

## Repartiment
- Adolfo Marsillach... Santiago Ramón y Cajal
- Verónica Forqué... Silveria Fañanás García
- Fernando Fernán Gómez... Padre de Santiago
- Encarna Paso
- Damián Velasco
- Miguel Ángel Gil de Avalle
- Emilio Linder
- Fernando Valverde

## Fitxa Tècnica
- Direcció: José María Forqué.
- Guions: Santiago Loren, Hemógenes Sáinz.
- Música: Antón García Abril.
- Fotografia: Alejandro Ulloa

## Pressupost
La sèrie va suposar un cost per a les arques de TVE de 150 milions de pessetes.

## Escenaris
La sèrie es va rodar a escenaris naturals de Saragossa, Osca, Alcalá de Henares, Barcelona, València, Elx i Madrid. Es va poder comptar també amb l'habitatge en la qual van transcórrer els últims anys de Ramón y Cajal.

## Premis i nominacions
- TP d'Or 1982: Millor Actor (Adolfo Marsillach).
- Fotogramas de Plata 1982: Nominació com a Millor intèrpret de televisió a Adolfo Marsillach.